# Национални дан студентских медицинских сестара
Национални дан студентских медицинских сестара одржава се 8. маја сваке године.

## Историја
Године 1997., 8. мај је одређен као Национални дан студентских медицинских сестара.